# Liste des épisodes de Columbo

Cet article présente la liste des épisodes de la série télévisée américaine Columbo.
La numérotation des saisons correspond à la première diffusion à la télévision américaine (NBC pour la première série ou ABC pour la deuxième série), cette numérotation diffère de celle adoptée par les DVD. Les épisodes sont aussi numérotés suivant l’ordre chronologique de leur première diffusion sur NBC ou ABC, numéros indiqués ci-après entre crochets.

## Téléfilm (1968)
1. [1] Inculpé de meurtre (Prescription: Murder) de Richard Irving

## Première série de NBC

### Pilote (1971)
1. [2] Rançon pour un homme mort (Ransom for a Dead Man) de Richard Irving

### Première saison (1971–1972)
1. [3] Le livre témoin (Murder by the Book) de Steven Spielberg
2. [4] Faux témoin (Death Lends a Hand) de Bernard L. Kowalski
3. [5] Poids mort (Dead Weight) de Jack Smight
4. [6] Plein cadre (Suitable for Framing) d'Hy Averback
5. [7] Attente (Lady in Waiting) de Norman Lloyd
6. [8] Accident (Short Fuse) d'Edward M. Abroms (en)
7. [9] Une ville fatale (Blueprint for Murder) de Peter Falk

### Deuxième saison (1972–1973)
1. [10] Symphonie en noir (Étude in Black) de Nicholas Colasanto (et John Cassavetes non crédité)
2. [11] Dites-le avec des fleurs (The Greenhouse Jungle) de Boris Sagal
3. [12] Le grain de sable (The Most Crucial Game) de Jeremy Kagan
4. [13] S.O.S. Scotland Yard (Dagger of the Mind) de Richard Quine
5. [14] Requiem pour une star (Requiem for a Falling Star) de Richard Quine
6. [15] Le spécialiste (A Stitch in Crime) d'Hy Averback
7. [16] Match dangereux (The Most Dangerous Match) d'Edward M. Abroms (en)
8. [17] Double choc (Double Shock) de Robert Butler

### Troisième saison (1973–1974)

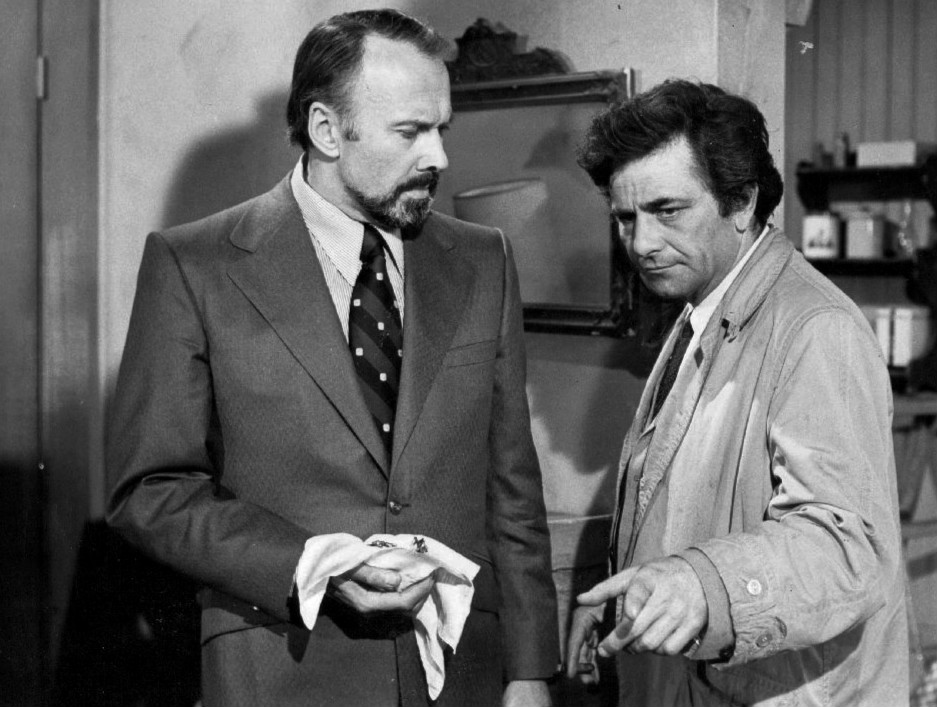
Richard Kiley et Peter Falk dans l'épisode En toute amitié

1. [18] Adorable, mais dangereuse (Lovely but Lethal) de Jeannot Szwarc
2. [19] Quand le vin est tiré (Any Old Port in a Storm) de Leo Penn
3. [20] Candidat au crime (Candidate for Crime) de Boris Sagal
4. [21] Subconscient (Double Exposure) de Richard Quine
5. [22] Édition tragique (Publish or Perish) de Robert Butler
6. [23] Au-delà de la folie (Mind over Mayhem) d'Alf Kjellin
7. [24] Le chant du cygne (Swan Song) de Nicholas Colasanto avec Johnny Cash
8. [25] En toute amitié (A Friend in Deed) de Ben Gazzara

### Quatrième saison (1974–1975)
1. [26] Exercice fatal (An Exercise in Fatality) de Bernard L. Kowalski
2. [27] Réaction négative (Negative Reaction) d'Alf Kjellin
3. [28] Entre le crépuscule et l’aube (By Dawn´s Early Light) de Harvey Hart
4. [29] Eaux troubles (Troubled Waters) de Ben Gazzara
5. [30] Play back (Playback) de Bernard L. Kowalski
6. [31] État d’esprit (A Deadly State of Mind) d'Harvey Hart

### Cinquième saison (1975–1976)
1. [32] La femme oubliée (Forgotten Lady) d'Harvey Hart
2. [33] Immunité diplomatique (A Case of Immunity) de Ted Post
3. [34] Jeu d’identité (Identity Crisis) de Patrick McGoohan
4. [35] Question d’honneur (A Matter of Honor) de Ted Post
5. [36] Tout n’est qu’illusion (Now You See Him…) d'Harvey Hart
6. [37] La montre témoin (Last Salute to the Commodore) de Patrick McGoohan

### Sixième saison (1976–1977)
1. [38] Deux en un (Fade in to Murder) de Bernard L. Kowalski
2. [39] Meurtre à l’ancienne (Old Fashioned Murder) de Robert Douglas
3. [40] Les surdoués (The Bye-Bye Sky High I.Q. Murder Case) de Sam Wanamaker

### Septième saison (1977–1978)
1. [41] Le mystère de la chambre forte (Try and Catch Me) de James Frawley
2. [42] Un meurtre à la carte (Murder Under Glass) de Jonathan Demme
3. [43] Meurtre parfait (Make Me a Perfect Murder) de James Frawley
4. [44] Jeu de mots (How to Dial a Murder) de James Frawley
5. [45] Des sourires et des armes (The Conspirators) de Leo Penn

## Seconde série d'ABC

### Huitième saison (1989)
1. [46] Il y a toujours un truc (Columbo Goes to the Guillotine) de Leo Penn
2. [47] Ombres et lumières (Murder, Smoke and Shadows) de James Frawley
3. [48] Fantasmes (Sex and the Married Detective) de James Frawley
4. [49] Grandes manœuvres et petits soldats (Grand Deceptions) de Sam Wanamaker

### Neuvième saison (1989-1990)
1. [50] Portrait d’un assassin (Murder: a Self Portrait) de James Frawley
2. [51] Tout finit par se savoir (Columbo Cries Wolf) de Daryl Duke
3. [52] Votez pour moi (Agenda for Murder) de Patrick McGoohan
4. [53] L’enterrement de Madame Columbo (Rest in Peace, Mrs. Columbo) de Vincent McEveety
5. [54] Couronne mortuaire (Uneasy Lies the Crown) d'Alan J. Levi (en)
6. [55] Meurtre en deux temps (Murder in Malibu) alias Meurtre à Malibu de Walter Grauman

### Dixième saison (1990–1991)
1. [56] Criminologie appliquée (Columbo Goes to College) d'E. W. Swackhamer
2. [57] Attention : Le meurtre peut nuire à votre santé (Caution! Murder Can Be Hazardous to Your Health) de Daryl Duke
3. [58] Jeux d’ombres (Columbo and the Murder of a Rock Star) d'Alan J. Levi (en)

### Onzième saison[1](1991–1992)
1. [59] Meurtre au champagne (Death Hits the Jackpot) de Vincent McEveety
2. [60] À chacun son heure (No Time to Die) d'Alan J. Levi (en)

### Douzième saison[1](1992)
1. [61] Un seul suffira... (A Bird in the Hand...) de Vincent McEveety

### Treizième saison[1](1993–1994)
1. [62] Le meurtre aux deux visages (It's All in the Game) de Vincent McEveety
2. [63] Face à face (Butterfly in Shades of Grey) de Dennis Dugan
3. [64] Columbo change de peau (Undercover) de Vincent McEveety

### Quatorzième saison[1](1995)
1. [65] Une étrange association (Strange Bedfellows) de Vincent McEveety

### Quinzième saison[1](1997)
1. [66] La griffe du crime (A Trace of Murder) alias Le Chat de Monsieur Seltzer de Vincent McEveety

### Seizième saison[1](1998)
1. [67] En grandes pompes (Ashes to Ashes) alias Tu retourneras poussière de Patrick McGoohan

### Dix-septième saison[1](1999)
1. [68] Meurtre en musique (Murder With Too Many Notes) de Patrick McGoohan

### Dix-huitième saison[1](2003)
1. [69] Columbo mène la danse (Columbo Likes the Nightlife) alias L'Oiseau de Nuit, alias Columbo et le monde de la nuit de Jeffrey Reiner

### Dix-neuvième saison[1](2007)
(projet inachevé)
1. [70] La Dernière affaire de Columbo (Columbo's Last Case) : Censé être le soixante-dixième et dernier épisode de la série, cet épisode devait sortir en 2007 pour le quarantième anniversaire de celle-ci. Son scénario était pourtant écrit, mais il ne fut finalement jamais tourné en raison du refus de la chaîne à cause de l'âge de Peter Falk.